# Olmillos de Muñó
Olmillos de Muñó – gmina w Hiszpanii, w prowincji Burgos, w Kastylii i León, o powierzchni 7,04 km². W 2011 roku gmina liczyła 41 mieszkańców.